# Colorblind
Colorblind is het derde muziekalbum van Alain Clark. De eerste uitgebrachte single van dit album was Love Is Everywhere.

## Geschiedenis
Alhoewel het album op 28 mei 2010 in de winkel lag, was het voor die datum al goud; het verkocht in de voorverkoop meer dan 25.000 exemplaren. Clark had achttien liedjes op de plank liggen, waarvan er veertien op de compact disc werden geperst. Het album is opgenomen in Londen en Los Angeles.

## Musici
Onder de musici bevinden zich:
- Dean Parks, Michael Sembello – gitaar
- Pino Palladino – basgitaar
- Steve Gadd – slagwerk

## Nummers
| Nr. | Titel                             | Duur |
| --- | --------------------------------- | ---- |
| 1.  | Wonderful day                     |      |
| 2.  | Caught in a loop                  |      |
| 3.  | Love is everywhere                |      |
| 4.  | Good days                         |      |
| 5.  | Too soon to end (met Diane Birch) |      |
| 6.  | For freedom                       |      |
| 7.  | Leave her                         |      |
| 8.  | Corner of my street               |      |
| 9.  | Rich                              |      |
| 10. | Blame it on me                    |      |
| 11. | I saw you again                   |      |
| 12. | Easy                              |      |
| 13. | Summer in my mind                 |      |
| 14. | Slowly forget you                 |      |

## Hitnotering

### NederlandseAlbum Top 100
| Hitnotering: (Week 1 t/m 37) 05-06-2010 t/m 12-02-2011 Hitnotering: (Week 38 t/m 39) 26-02-2011 t/m 05-03-2011 | Hitnotering: (Week 1 t/m 37) 05-06-2010 t/m 12-02-2011 Hitnotering: (Week 38 t/m 39) 26-02-2011 t/m 05-03-2011 | Hitnotering: (Week 1 t/m 37) 05-06-2010 t/m 12-02-2011 Hitnotering: (Week 38 t/m 39) 26-02-2011 t/m 05-03-2011 | Hitnotering: (Week 1 t/m 37) 05-06-2010 t/m 12-02-2011 Hitnotering: (Week 38 t/m 39) 26-02-2011 t/m 05-03-2011 | Hitnotering: (Week 1 t/m 37) 05-06-2010 t/m 12-02-2011 Hitnotering: (Week 38 t/m 39) 26-02-2011 t/m 05-03-2011 | Hitnotering: (Week 1 t/m 37) 05-06-2010 t/m 12-02-2011 Hitnotering: (Week 38 t/m 39) 26-02-2011 t/m 05-03-2011 | Hitnotering: (Week 1 t/m 37) 05-06-2010 t/m 12-02-2011 Hitnotering: (Week 38 t/m 39) 26-02-2011 t/m 05-03-2011 | Hitnotering: (Week 1 t/m 37) 05-06-2010 t/m 12-02-2011 Hitnotering: (Week 38 t/m 39) 26-02-2011 t/m 05-03-2011 | Hitnotering: (Week 1 t/m 37) 05-06-2010 t/m 12-02-2011 Hitnotering: (Week 38 t/m 39) 26-02-2011 t/m 05-03-2011 | Hitnotering: (Week 1 t/m 37) 05-06-2010 t/m 12-02-2011 Hitnotering: (Week 38 t/m 39) 26-02-2011 t/m 05-03-2011 | Hitnotering: (Week 1 t/m 37) 05-06-2010 t/m 12-02-2011 Hitnotering: (Week 38 t/m 39) 26-02-2011 t/m 05-03-2011 | Hitnotering: (Week 1 t/m 37) 05-06-2010 t/m 12-02-2011 Hitnotering: (Week 38 t/m 39) 26-02-2011 t/m 05-03-2011 | Hitnotering: (Week 1 t/m 37) 05-06-2010 t/m 12-02-2011 Hitnotering: (Week 38 t/m 39) 26-02-2011 t/m 05-03-2011 | Hitnotering: (Week 1 t/m 37) 05-06-2010 t/m 12-02-2011 Hitnotering: (Week 38 t/m 39) 26-02-2011 t/m 05-03-2011 | Hitnotering: (Week 1 t/m 37) 05-06-2010 t/m 12-02-2011 Hitnotering: (Week 38 t/m 39) 26-02-2011 t/m 05-03-2011 | Hitnotering: (Week 1 t/m 37) 05-06-2010 t/m 12-02-2011 Hitnotering: (Week 38 t/m 39) 26-02-2011 t/m 05-03-2011 | Hitnotering: (Week 1 t/m 37) 05-06-2010 t/m 12-02-2011 Hitnotering: (Week 38 t/m 39) 26-02-2011 t/m 05-03-2011 | Hitnotering: (Week 1 t/m 37) 05-06-2010 t/m 12-02-2011 Hitnotering: (Week 38 t/m 39) 26-02-2011 t/m 05-03-2011 | Hitnotering: (Week 1 t/m 37) 05-06-2010 t/m 12-02-2011 Hitnotering: (Week 38 t/m 39) 26-02-2011 t/m 05-03-2011 | Hitnotering: (Week 1 t/m 37) 05-06-2010 t/m 12-02-2011 Hitnotering: (Week 38 t/m 39) 26-02-2011 t/m 05-03-2011 | Hitnotering: (Week 1 t/m 37) 05-06-2010 t/m 12-02-2011 Hitnotering: (Week 38 t/m 39) 26-02-2011 t/m 05-03-2011 | Hitnotering: (Week 1 t/m 37) 05-06-2010 t/m 12-02-2011 Hitnotering: (Week 38 t/m 39) 26-02-2011 t/m 05-03-2011 |
| Week: | 1 | 2 | 3 | 4 | 5 | 6 | 7 | 8 | 9 | 10 | 11 | 12 | 13 | 14 | 15 | 16 | 17 | 18 | 19 | 20 | 21 |
| --- | --- | --- | --- | --- | --- | --- | --- | --- | --- | --- | --- | --- | --- | --- | --- | --- | --- | --- | --- | --- | --- |
| Positie: | 1 | 2 | 2 | 4 | 5 | 7 | 6 | 9 | 8 | 6 | 10 | 11 | 18 | 18 | 15 | 30 | 34 | 28 | 29 | 17 | 38 |
| Week: | 22 | 23 | 24 | 25 | 26 | 27 | 28 | 29 | 30 | 31 | 32 | 33 | 34 | 35 | 36 | 37 | | 38 | 39 | | |
| Positie: | 28 | 10 | 39 | 36 | 49 | 51 | 49 | 27 | 35 | 39 | 30 | 36 | 66 | 78 | 91 | 90 | uit | 86 | 70 | uit | |